# Pleszew
Pleszew (in tedesco Pleschen) è un comune urbano-rurale polacco del distretto di Pleszew, nel voivodato della Grande Polonia.
Ricopre una superficie di 180,15 km² e nel 2004 contava 29 702 abitanti.